# Krzysztof Czarnecki
Krzysztof Władysław Czarnecki (Trzcianka; 25 de Outubro de 1957 — ) é um político da Polónia. Ele foi eleito para a Sejm em 25 de Setembro de 2005 com 3406 votos em 38 no distrito de Piła, candidato pelas listas do partido Prawo i Sprawiedliwość.